# Wincenty Maria Strambi
Wincenty Maria Strambi CP (ur. 1 stycznia 1745 w Civitavecchia, zm. 1 stycznia 1824 w Rzymie) – włoski duchowny katolicki, pasjonista, biskup, święty Kościoła katolickiego.

## Życiorys
Wincenty Strambi urodził się w Civitavecchia w Lacjum w 1745. W 1762, mimo sprzeciwu rodziny, wstąpił do seminarium duchownego w Montefiascone. Studiował w Collegio Nuovo w Rzymie oraz u dominikanów w Viterbo. W 1767 został wyświęcony w Bagnoregio na diakona, a następnie na kapłana.
Będąc już kapłanem wstąpił do Zgromadzenia Męki Pańskiej − pasjonistów. Zasłynął jako wybitny kaznodzieja. W 1792 wybrano go postulatorem generalnym swego zgromadzenia. W 1801 otrzymał nominację na biskupa ordynariusza połączonych diecezji w Maceracie i Tolentino. Macerata zawdzięcza mu wybudowanie: nowej siedziby seminarium diecezjalnego, budynków socjalnych dla sierocińca i domu starców. W Tolentino bp Strambi wzniósł konserwatorium. Nie podpisał aktu lojalności Napoleonowi Bonapartemu, za co w 1808 wygnano go najpierw do Novary, później zaś do Mediolanu. W 1823 został doradcą papieskim.
Bp Strambi zmarł w 1824 w Rzymie. Pochowano go w bazylice Świętych Jana i Pawła.

## Kult
W 1957 ciało biskupa przeniesiono do katedry św. Juliana w Maceracie. Beatyfikował go 26 kwietnia 1925 papież Pius XI, kanonizował 11 czerwca 1950 Pius XII. Wspomnienie liturgiczne obchodzone jest 1 stycznia. W kalendarzu własnym zgromadzenia pasjonistów wspomnienie obchodzone jest 24 września.